# Zweckertrag
Zweckerträge (oder Zweckabgaben) sind in der Betriebswirtschaftslehre ein Teil des Ertrags oder bei Lotterien ein Teil der Einnahmen wie bei Lotto, Spiel 77 oder Glücksspirale, Sportwetten wie ODDSET, die u. a. für gemeinnützige Zwecke von den staatlichen Lotterieunternehmen zur Verfügung gestellt werden. Je nach Bundesland sind dies 15 bis 30 % der Einnahmen.

## Lotterien
Empfänger von Zweckerträgen sind beispielsweise im Bereich des Sports der Deutsche Sportbund, die Landessportbünde oder das Nationale Olympische Komitee, im Bereich der Wohlfahrt die Arbeiterwohlfahrt, die Stiftung „Kinder von Tschernobyl“ oder das Diakonische Werk der Ev. Kirchen, im Bereich der Kultur die Deutsche Stiftung Denkmalschutz oder der Zentral-Dombau-Verein in Köln, im Bereich der Gesundheit das Deutsche Rote Kreuz oder im Bereich des Naturschutzes die Nordrhein-Westfalen-Stiftung Naturschutz, Heimat- und Kulturpflege oder die Niedersächsische Umweltstiftung.
Die Lotteriegesellschaft beispielsweise des Bundeslands Hessen stellte im Jahr 2005 ca. 140 Mio. € bereit, in Berlin waren es ca. 65 Mio. € und in Niedersachsen ca. 62 Mio. €. Allein der Deutsche Sportbund und die Landessportbünde erhielten 2004 rund 544 Mio. €.

## Betriebswirtschaftslehre
Zum Zweckertrag gehören bei Unternehmen die Umsatzerlöse aus dem Kerngeschäft, der Bestandszuwachs im Lagerbestand und aktivierte Eigenleistungen. Es ist der betriebsbezogene, ordentliche, zeitraumgerechte Ertrag mit den Unterarten „Zweckertrag als Grundleistung“ und „Zweckertrag als Andersleistung“.